# Фридрих I (Ваймар-Орламюнде)
Вижте пояснителната страница за други личности с името Фридрих I.
Фридрих I фон Ваймар-Орламюнде (на немски: Friedrich I Graf von Weimar-Orlamünde, † 25 юли 1365) от фамилията Аскани е граф на Ваймар-Орламюнде от 1314 до 1365 г.
Той е син на граф Херман IV († 1319) и Мехтхилда († сл. 1339), дъщеря на граф Фридрих фон Рабенсвалде († 1315). Той е господар на Ваймар, Вие, Бух и Шьонверде. Фридрих I е последният граф на Ваймар-Орламюнде, неговият наследник Херман VI се подчинява на Ветините.
Фридрих I се жени през 1322 г. за Елизабет от Майсен († сл. 2 май 1347), вдовица на Ото II фон Анхалт (1260 – 1315/1316), княз на Анхалт-Ашерслебен, дъщеря на Фридрих Клем († 1316), маркграф на Дрезден († 1316) от род Ветини и на Юта родена фон Шварцбург. Епитафът на двойката се намира в Оберваймар.
Те имат три деца:
- Мехтхилда († 1355), ∞ Хайнрих Млади, граф на Хонщайн
- Елизабет († сл. 1381), монахиня в Оберваймар
- Фридрих III Млади († сл. 1381)

След смъртта му той е последван през 1365 г. от брат му Херман VI († 1372), който е женен от 1328 г. за доведената му дъщеря Катарина фон Анхалт († пр. 15 април 1369).